# Tomi Maanoja
Tomi Maanoja (ur. 12 września 1986 w Espoo) – fiński piłkarz występujący na pozycji bramkarza. Od listopada 2015 jest zawodnikiem klubu FC Lahti.

## Kariera klubowa
Maanoja zawodową karierę rozpoczynał w klubie AC Allianssi z Veikkausliigi. W tych rozgrywkach zadebiutował 9 września 2004 roku w wygranym 3:2 meczu z FC Hämeenlinna. W Allianssi spędził 2 sezony. W tym czasie rozegrał tam 3 ligowe spotkania.
W listopadzie 2005 roku Maanoja trafił do innej drużyny Veikkausliigi, FC Honka, z którą podpisał kontrakt na sezon 2006. Pierwszy ligowy mecz w jej barwach zaliczył 15 października 2006 roku przeciwko FC Lahti (3:1). W Honce grał przez 2,5 sezonu. W tym czasie zagrał tam w 31 ligowych meczach.
W lipcu 2008 roku podpisał trzyipółletni kontrakt ze szwedzkim zespołem AIK Fotboll. W Allsvenskan zadebiutował 16 sierpnia 2008 roku w zremisowanym 1:1 pojedynku z GIF Sundsvall, w którym stracił gola w pierwszej minucie meczu. W 2009 roku zdobył z klubem mistrzostwo Szwecji oraz Puchar Szwecji.
W styczniu 2011 roku wrócił do Honki. W lutym 2012 roku podpisał kontrakt na jeden sezon z Sandefjord Football, a w lutym 2013 roku został zawodnikiem Rovaniemen Palloseura. W listopadzie 2013 trafił do Kuopion Palloseura, a po sezonie 2015 podpisał dwuletni kontrakt z FC Lahti.

## Kariera reprezentacyjna
W reprezentacji Finlandii Maanoja zadebiutował 4 lutego 2009 roku w przegranym 1:5 towarzyskim meczu z Japonią.